# Ugo Procacci
Ugo Procacci (* 31. März 1905 in Florenz; † 19. Februar 1991 ebenda) war ein italienischer Kunsthistoriker, Restaurator und Hochschullehrer.

## Leben
Procacci promovierte im Fach Kunstgeschichte im Jahre 1927 mit einer Arbeit über Spinello Aretino. Danach begann er seine Studien im Fach Geschichte bei dem Historiker Gaetano Salvemini. 1929 war er Gründungsmitglied des antifaschistischen Kreises der Fratelli Roselli, des Vorläufers der Organisation Giustizia e Libertá. 1932 half er in Florenz bei der Begründung des Gabinetto di restauro dei dipinti, welches die Restaurierungstätigkeiten mit der Erforschung des künstlerischen Erbes der Toskana verband.
Das Gabinetto wurde im Jahre 1975 durch das neu geschaffene italienische Ministero per i Beni Culturali, das Kultur- und Denkmalsministerium, mit der von den Medici geschaffenen Organisation Opificio delle Pietre Dure verschmolzen.
1958 wurde Procacci zum obersten Beamten ernannt, der zuständig für die Kunstwerke in den Provinzen Florenz, Arezzo und Pistoia war. Nach der Katastrophe der Überschwemmung in Florenz 1966 konnten die Rettungsarbeiten auch durch seine Ausstrahlung und Willensstärke sowie sein Organisationstalent zügig angegangen und abgeschlossen werden. Nach seiner Pensionierung im Jahre 1972 begann er am Kunstgeschichtlichen Institut der Universität Florenz mit Vorlesungen über Techniken in der Kunst, die Geschichte der Restaurierung und über die Benutzung historischer Quellen für die Kunstgeschichte. Er war Mitglied der Accademia Etrusca.

## Veröffentlichungen
- La Galleria dell’Accademia di Firenze. La libreria dello Stato, Rom 1951.
- Il Vasari e la conservazione della capella Brancacci al Carmine e della Trinità in Santa Maria Novella, 1956.
- La storia di Firenze, 3 Bände, Sansoni editori, Florenz 1956 und 1957.
  - Band 1: Le origini 1956.
  - Band 2: erster Teil: Lotte sveve 1956.
  - Band 2: zweiter Teil: L’egemonia guelfa e la vittoria del popolo, 1957.
- Sinopie ed affreschi. Cassa di Risparmio, Firenze 1960.
- La tecnica degli antichi affrechi e il loro distaccio e restauro. Comitato della II. Mostra die affreschi staccati, Florenz 1958.
- Masaccio. La Capella Brancacci. SADEA editore/ Sansoni editori, Florenz 1965.
- La casa Buonarroti a Firenze. Electa, Mailand 1967.
- Beato Angelico al Museo di San Marco a Firenze. Silvana editoriale d’arte, Mailand 1972.
- Come nasce un affresco. Bonechi, Florenz 1975.

postum veröffentlicht
- Studi sul catasto fiorentino. Olschki, Florenz 1996.